# Trophis noraminervae
Trophis noraminervae är en mullbärsväxtart som beskrevs av R. Cuevas Guzman och S. Carvajal Hernandez. Trophis noraminervae ingår i släktet Trophis och familjen mullbärsväxter. Inga underarter finns listade i Catalogue of Life.